# Бранко Павић
Бранко Павић (Београд, 1959) је графичар и редовни професор на Архитектонском факултету у Београду. Бави се различитим формама визуелне уметности.  У свом педагошком раду експериментише са новим облицима и методама наставе из области уметности . Сарађивао је на пројектима из области позоришта, архитектуре и ликовних уметности. Добитник је више националних и интернационалних награда. Аутор је националне поставке Србије на Прашком квадријеналу 2007. године и коаутор пројекта Реконструкције и ревитализације куле Небојша и њене изложбене поставке. Kао графичар самостално излаже од 1983. године (Београд, Сарајево, Љубљана, Хаг, Праг, Сеул). На студијском програму сценског дизајна предаје дизајн ванпозоришног спектакла.

## Биографија
Мр Бранко Павић, редовни професор, графичар. Бави се различитим видовима визуелних уметности. Поред рада из области графике (вишебојног дрвореза), бави се и дизајном (сценски, графички и изложбени). Експериментише са новим формама и методама наставе из области уметности (Радионица 301, Архитектонски факултет, од 1993, Narratives of the Unseen, British Council, Београд / Глазгов, 2003, Hybrid City, British Council, Београд / Атина / Истанбул / Глазгов, 2006).
Ко-оснивач Радионице 301, Архитектонски факултет, Београд. Коаутор монографије Аудио-визуелна истраживања 1994-2004, Архитектонски факултет, Београд, 2004. Боравио на специјализацији на Pratt Institute, Бруклин, САД, 1987. (Фулбрајтова стипендија), Kala Art Institute, Беркли, САД, 1998. (Art’s Link стипендија), Grafiken Hus, Mariefred, Шведска, 2005, Nagasawa Art Park, Awaji, Јапан, 2008. Предавао као гостујући професор на Факултету примењених уметности у Београду од 1995. до 2001. и Универзитету уметности у Београду од 2004. до 2006.
Као графичар самостално излаже од 1983. (Београд, Сарајево, Љубљана, Хаг, Праг, Сеул). Уметнички радови се налазе у музејским, галеријским и приватним колекцијама у Србији, Немачкој, Шпанији и Јапану. Учествује на бројним изложбама у земљи и иностранству од 1981. Добитник више националних  и интернационалних награда. Сарађивао на пројектима из области позоришта, архитектуре и ликовних уметности. Излагач / представник Србије на Једанаестом квадријеналу сценског дизајна и позоришне архитектуре у Прагу 2008. Коаутор пројекта Реконструкције и ревитализације Куле Небојша и њене изложбене поставке, Београд 2011.